# East Palestine
East Palestine es una ciudad ubicada en el condado de Columbiana en el estado estadounidense de Ohio. En el Censo de 2010 tenía una población de 4721 habitantes y una densidad poblacional de 578,3 personas por km².
El 3 de febrero de 2023, la ciudad fue víctima de un accidente ferroviario de notoriedad a nivel nacional e internacional por su gravedad y consecuencias de salud para sus pobladores y ambientales para la región.

## Geografía
East Palestine se encuentra ubicada en las coordenadas 40°50′21″N 80°32′48″O / 40.83917, -80.54667. Según la Oficina del Censo de los Estados Unidos, East Palestine tiene una superficie total de 8.16 km², de la cual 8.16 km² corresponden a tierra firme y (0%) 0 km² es agua.

## Demografía
Según el censo de 2010, había 4721 personas residiendo en East Palestine. La densidad de población era de 578,3 hab./km². De los 4721 habitantes, East Palestine estaba compuesto por el 98.22% blancos, el 0.23% eran afroamericanos, el 0.13% eran amerindios, el 0.3% eran asiáticos, el 0% eran isleños del Pacífico, el 0.42% eran de otras razas y el 0.7% pertenecían a dos o más razas. Del total de la población el 0.89% eran hispanos o latinos de cualquier raza.